# FC Hegelmann
FC Hegelmann ist ein litauischer Fußballverein aus Raudondvaris. Der 2009 gegründete Club war vor Januar 2022 als FC Hegelmann Litauen bekannt.
Der junge Verein spielt seit der Saison 2021 in der A lyga, der höchsten litauischen Spielklasse.

## Geschichte
Das deutsche Unternehmen Hegelmann Express gründete 2009 in Litauens zweitgrößter Stadt Kaunas den Fußballverein FC Hegelmann Litauen. Der Verein spielte zunächst in den unteren litauischen Ligen, bis er 2018 in der dritthöchsten Liga, der Antra lyga, den ersten Platz erreichte und somit in die Pirma lyga aufstieg. In der Saison 2019 erreichte Hegelmann den siebten Platz in der I Lyga. Ein Jahr später beendete der Club die Saison 2020 auf dem zweiten Platz, was zum erstmaligen Aufstieg in die erste litauische Liga, die A lyga, berechtigte. 
Im Januar 2021 wurde Andrius Skerla als neuer Cheftrainer vorgestellt und löste somit Artūras Ramoška ab. Der Verein beendete seine Debütsaison in der A lyga 2021 auf dem fünften Platz.
Im Januar 2022 entfernte der Verein das Wort „Litauen“ aus dem Vereinsnamen und heißt seither „FC Hegelmann“. Im litauischen Fußballpokal 2022 konnte sich der Verein im Halbfinale gegen den FK Panevėžys durchsetzen und erreichte somit erstmals das Pokalfinale. Das Finale verlor man mit 1:2 nach Verlängerung gegen den FK Žalgiris Vilnius. In der Saison 2022 belegte der Club den vierten Platz und qualifizierte sich somit für die erste Qualifikationsrunde der UEFA Europa Conference League 2023/24. In der ersten europäischen Paarung der Vereinsgeschichte spielte Hegelmann gegen den nordmazedonischen Klub KF Shkupi. Das Auswärtsspiel endete mit einem torlosen Unentschieden, aber Hegelmann verlor das Heimspiel mit 0:5 und schied aus dem Wettbewerb aus. Der Verein beendete die Saison 2023 auf dem fünften Platz.

## Europapokalbilanz
| Saison  | Wettbewerb                    | Runde                  | Gegner                | Gesamt | Hin     | Rück    |
| ------- | ----------------------------- | ---------------------- | --------------------- | ------ | ------- | ------- |
| 2023/24 | UEFA Europa Conference League | 1. Qualifikationsrunde | KF Shkupi             | 0:5    | 0:0 (A) | 0:5 (H) |
| 2025/26 | UEFA Conference League        | 1. Qualifikationsrunde | St Patrick’s Athletic | 0:3    | 0:1 (A) | 0:2 (H) |

Gesamtbilanz: 4 Spiele, 1 Unentschieden, 3 Niederlagen, 0:8 Tore (Tordifferenz −8)
Stand: 17. Juli 2025

## Platzierungen (seit 2016)

### Als FC Hegelmann Litauen
| Saisons | Div. | Liga                | Platz |        |
| ------- | ---- | ------------------- | ----- | ------ |
| 2016    | 2.   | Pirma lyga          | 10.   | [ 6 ]  |
| 2017    | 3.   | Antra lyga (Pietūs) | 6.    | [ 7 ]  |
| 2018    | 3.   | Antra lyga (Pietūs) | 1.    | [ 8 ]  |
| 2019    | 2.   | Pirma lyga          | 7.    | [ 9 ]  |
| 2020    | 2.   | Pirma lyga          | 2.    | [ 10 ] |
| 2021    | 1.   | A lyga              | 5.    | [ 11 ] |

### Als FC Hegelmann (seit 2022)
| Saisons | Div. | Liga   | Platz |        |
| ------- | ---- | ------ | ----- | ------ |
| 2022    | 1.   | A lyga | 4.    | [ 12 ] |
| 2023    | 1.   | A lyga | 5.    | [ 13 ] |
| 2024    | 1.   | A lyga | 2.    | [ 14 ] |
| 2025    | 1.   | A lyga | .     | [ 15 ] |

## Trikots
| 2009 | 2010–2018 | seit 2019 |

## Die erste Mannschaft
Stand: 8. Juli 2025
| Nr. |            | Position | Name             |
| --- | ---------- | -------- | ---------------- |
| 31  | Litauen    | TW       | Ignas Plūkas     |
| 71  | Litauen    | TW       | Laurynas Klimas  |
|     |            |          |                  |
| 66  | Litauen    | AB       | Vilius Armalas   |
|     | Montenegro | AB       | Stefan Radinović |
|     |            |          |                  |

| Nr. |                | Position | Name                 |
| --- | -------------- | -------- | -------------------- |
| 17  | Elfenbeinküste | MF       | Harouna Abdoul Samad |
| 10  | Rumänien       | MF       | Patrick Popescu      |
| 77  | Brasilien      | MF       | Wesley Gabriel       |
| 39  | Litauen        | MF       | Donatas Kazlauskas   |
|     |                |          |                      |
| 98  | Litauen        | ST       | Klaudijus Upstas     |

## Trainerhistorie
- Dainius Šumauskas (2017)
- Vytautas Masaitis (2018–2019)
- Artūras Ramoška (2020)
- Andrius Skerla (seit 2021)